# Арутюнян Араїк Володимирович
Араїк Володимирович Арутюнян (вірм. Արայիկ Հարությունյան, 14 грудня 1973, Степанакерт, НКАО) — «президент» невизнаної НКР з 21 травня 2020 до 1 вересня 2023 року.

## Життєпис
- 1990 — закінчив фізико-математичну школу м. Степанакерта і в тому ж році вступив до Єреванського інституту народного господарства.
- 1994-1995 — економічний факультет Арцаського державного університету.
- 1996-1998 — аспірантура Арцаського державного університету за фахом «економіст».
- 1992 — вступив до лав сил самооборони НКР, брав участь у боях під час вірмено-азербайджанського конфлікту в Нагірному Карабасі.
- 1995-1997 — працював у міністерстві економіки й фінансів помічником міністра.
- 1997-1999 — працював керуючим Аскеранської філії «Армагробанка».
- 1999-2004 — обіймав посаду керуючого Степанакертською філією «Армагробанка».
- 2005-2007 — був депутатом парламенту НКР, головою партії «Вільна Батьківщина», головою фракції НС НКР «Родина».
- 14 вересня 2007 — 25 вересня 2017 — так званий «прем'єр-міністр» невизнаної НКР.
- 25 вересня 2017 — 6 червня 2018 — так званий «державний міністр» невизнаної НКР.
- 21 травня 2020 — 1 вересня 2023 — так званий «президент» невизнаної НКР.

Фігурант бази даних центру «Миротворець» як особа, яка відкрито підтримувала загарбницькі плани Володимира Путіна та агресивний курс зовнішньої політики Росії щодо України.
1 жовтня 2023 року Азербайджан оголосив Арутюняна у міжнародний розшук за військові злочини під час Другої карабаської війни.

## Нагороди та відзнаки
- 2009 — прем'єр-міністр НКР Ара Арутюнян нагороджений орденом «Бойовий хрест» другого ступеня.